# Coloretto
Coloretto é um jogo de cartas criado por Michael Schacht e lançado em 2003.  No Brasil foi lançado em 2011 pela Grow .
O jogo é composto por cartas com desenhos de camaleões de cores diversas.

## Regras
Os jogadores compram cartas de um baralho no central. Durante a partida, devem tentar adquirir cartas das mesmas cores, pois ao final, um jogador pode conseguir pontos positivos em apenas 3 cores; o restante conta como pontos negativos. Quantas mais cartas de uma cor um jogador tiver, mais pontos consegue. 
Vence o jogador com mais pontos. O jogo pode ser jogado por 3 a 5 pessoas.